# リーダー (マーベル・コミック)
リーダー（英:The Leader）は、マーベル・コミックが出版するアメリカン・コミックスに登場する架空のスーパーヴィラン（悪役）である。作家のスタン・リーとスティーヴ・ディッコによって生み出されたキャラクターで、『Tales to Astonish』第62号（1964年10月）にて初登場した。 長年に亘りハルクの宿敵として知られるキャラクターであり、近年は『Marvel NOW!』や『Thunderbolts』において再登場した。
本名は サミュエル・スターンズ(Samuel Sterns)アイダホ州ボイジで用務員として働いていたがある日ブルース・バナーと同じガンマ線に曝される。スターンズは放射線によって緑色の肌へと変化し、自らリーダーと名乗って犯罪をおこなって行くようになる。彼は人工的な子分であるヒューマノイドを使い繰り返しハルクを襲っているがいずれも失敗している。後に頭蓋骨が変形し、特大の頭脳を持つこととなった。その後はインテリジェンシアを結成しハルクと敵対している。

## 概要
アイダホ州ボイジでサミュエル・スターンズとして生まれる。成長した後は化学プラントで用務員として働いていた。放射性物質を地下の貯蔵施設に移動させようとしていたが、その際に一部が爆発してしまい、巻き込まれた彼は全身にガンマ線を浴びてしまう。生還したスターンズだったが、彼の肌は緑色に変化し、特大の頭脳を持った姿に変化してしまう。ガンマ線を浴びたことによって、同施設に雇用されていた物理学者であった兄弟フィリップより賢くなりたいという深層心理が刺激されたことにより彼は超人的な知能を得ることになった。スターンズは自らをリーダーと名乗り、同じくガンマ線を浴びたハルクの宿敵として様々な野心的な犯罪に着手するようになる。彼の犯罪はいずれも自作のヒューマノイド軍に支えられている。

## 能力
リーダーは、ガンマ線を浴びた結果、超人的な精神洞察力と知識を手に入れている。その知能の発達する所は無限と言って等しく、あらゆる情報を手に入れ、その都度知能を発達させる。パターン認識に情報の保存・検索など、その頭脳は非人間的なものにまで強化されている。また、彼はガンマ線を浴びた後の全ての出来事を正確に記憶しており、それにより物事の可能性、結果を正確に計算することによって一種の未来予知を行うこともできる。このように無限の知性と頭脳を持つにもかかわらず、その能力の有効性は彼の傲慢さ、未熟さ、ハルクへの執着心によって発揮され尽くしていない。その傲慢さから彼は自分以外の人類の肌も全て緑色にするという非実用的な計画へ乗り出すことになる。
一度臨死体験を経験したリーダーは復活後、潜在的に秘めていたテレパシー、サイコキネシスの力を解き放ち、人に触れることでその人物の心を操ることができ(ハルクのようなガンマ線を浴びた人物は例外)、 一度に数人の人間の記憶を拭きとったり、幻覚を見せることによって他の人を騙したり、協力な超音波を出すことが可能になった。
また、リーダーは変異前のサミュエル・スターンズへと戻る能力を手にしたこともあったが、スターンズの精神はリーダーの膨大な知識に対応することが出来なかった為に反動としてリーダーとしての記憶を全て失ってしまったことがある。(なお、再びリーダーに戻る際には全てを思い出していた。)

### 様々な発明品や技術
リーダーは遺伝子工学やガンマ線を使用する技術に通じており、犯罪を行うために特殊車両や兵器、コンピューターにアンドロイド、レーザーピストルやパルス兵器ガントレットなどの個人用兵器など、いずれも人間の能力を超える様々な発明品や技術を生み出している。
ガンマ線を利用した爆弾、広範囲をガードするシールドジェネレーター、テレポーションツール、ハルクやライノを制御するための装置、 彼が死亡した後、彼を生き返らせるよう設計されたビームを仕込んだ知覚コンピューターなどを開発している。
ヒューマノイド
彼自身により創造され、主に彼のボディーガード、兵士、研究員として活動する「ヒューマノイド」と呼ばれる兵士を自由に操ることができる。ヒューマノイドはあらゆる状況に対応できるプログラムを仕込まれており、疲労や食欲はなく、衝撃を防ぐ弾性のようなボディを備えている。ヒューマノイドは通常リーダーの精神を直接通じて制御されるが、事前に特定の行動をするようプログラムすることも出来る。

## MCU版
MCUの『インクレディブル・ハルク』では、ティム・ブレイク・ネルソンが演じた。日本語吹替は森川智之が担当。

### キャラクター像
“グレイバーン大学”の教授を務める細胞生物学者で、自らの治療法を探っていたブルース・バナー/ハルクがインターネットで出会い、連絡を取り合っていた協力者。ハンドルネームは“ミスター・ブルー”。
優秀な頭脳を持つものの、若干落ち着きがなく、旺盛な自身の好奇心を満たす研究と成果を何より第一に優先する傾向の持ち主で、治療のためにブルースから送られた彼の血液サンプルを、病気の治療などにも使用したいという考えから密かに培養し、マウスや人体で実験するなど倫理観はやや薄いマッドサイエンティストである。

### 描写
『インクレディブル・ハルク』
物語の中盤までは、前述のとおりブルースとインターネットで連絡を取り合う素性不明の人物として描写され、ブルースと彼の身体の治療について助言や情報交換を頻繁に行っていた。
後にブルースがベティ・ロスと2人で自分の下を訪ねて来ると、ブルースの血液サンプルを元に作った中和剤でブルースを治療した。その成果を解説すると同時にブルースの血液サンプル培養の事実を告げ、ブルースからサンプルを全て破棄するように警告されても応じず口論になるが、そこへブルース/ハルク捕縛を狙うサディアス・“サンダーボルト”・ロス率いる特殊部隊とエミル・ブロンスキーに突入・襲撃され、その直後にキャスリーン・スパーから血液サンプル培養について尋問されるも、そこへ割って入ってきたブロンスキーの脅迫により、彼にブルースの血液サンプルを投与し、“アボミネーション”へ変貌させてしまった。その際のアボミネーションの暴走で負傷し、自身にもブルースの血液サンプルが額の怪我に染み込んだことで額が肥大していったが、その後の彼の動向は本作中で描かれることはなかった。以降のMCU作品で長らく登場していなかったが、2025年公開予定の『キャプテン・アメリカ:ブレイブ・ニュー・ワールド』にて再登場することが2022年9月10日に開催された「D23 Expo 2022」にて発表される。
『キャプテン・アメリカ:ブレイブ・ニュー・ワールド』
本作においてメインヴィランであるリーダーとして登場し、インクレディブル・ハルク以降の彼の動向などが語られる。
ハルクとアボミネーションの戦いの責任を負わされる形でサディアス主導で逮捕されキャンプエコー1という軍の極秘収容所に収監されており、血液サンプルを浴びた影響で脳が肥大化し、極めて高い知能を持つことができた代わりに頭部全体に脳溝らしい皺が浮き出ている上に肌が緑色に変色するなど人外染みた様相になっている。
サディアスが治療が不可能と言われた心臓疾患を抱えたのを発達した知能で解明し命を救うなど秘密裏に協力関係になっていたが、サディアスが大統領になったら釈放するという約束を反故にしたことからサディアスを失脚させるべく裏で活動を始める。
光や音の特定の波長を利用してスマートフォンなどや無線機を通して遠隔で人を操る技術を確立しており、それを利用して軍関係者やシークレットサービスを操り、暗躍する。

## その他の派生作品
- 『マーベルゾンビーズ』
「Marvel Zombies vs. The Army of Darkness」にて、ゾンビの一人として登場し、パニッシャーを圧倒していた。[6] また、 Marvel Zombies 3にも登場し、他のゾンビがゾンビキングピンへの貢ぎ物として見つけた食料や薬品を調べていた。また、他のゾンビがクローンの人間を食べられる期間を決定していた。
- 『アルティメット・マーベル』
「Ultimate Human」#1に登場した。[7] このリーダーはMI6のエージェントであるピート・ウィズダムのリブートキャラクターでもある。[8] この世界では彼は自らイギリスの兵士強化プログラムのテストに参加し、リーダーとなったがその後諜報機関を追放された。元のリーダーと同等の知能を手にしているが、肥大化した頭脳を支えるために常に車椅子へ乗っている。トニー・スタークのナノテクノロジーを盗み取ろうとするがハルクに変身したブルースバナーによって倒された。

## 受賞歴
リーダーは2009年に、IGNの史上最高のコミック本の悪役キャラクターにて、63位にランクインした。